# Adrienne Marie Louise Grandpierre-Deverzy
Adrienne Marie Louise Grandpierre-Deverzy (Tonnerre, Yonne, 1798 - París, 1869) va ser una pintora francesa, alumna del pintor Abel de Pujol (1787-1861), que havia estudiat amb Jacques-Louis David. En 1856 es va casar amb Abel de Pujol; era la seua segona esposa, ell tenia 71 anys i ella 58. Coneguda per les seues pintures d'interiors i historicistes emmarcades en l'estil trobador, també va ensenyar a les alumnes de l'estudi de Pujol i va ser considerada una professora compromesa.

## Trajectòria
Grandpierre-Deverzy va exposar sota el seu cognom de soltera fins al seu casament amb Abel de Pujol, quan va començar a signar com Adrienne de Pujol.
Va debutar al Saló de París de 1822 amb el quadre L'estudi d'Abel de Pujol; esta obra va ser una de les imatges de l'estudi de Pujol que va produir al llarg de la seua carrera. Inspirada pel seu treball de professora a l'estudi de Pujol, el quadre mostra Pujol parlant d'un llenç mentre un grup de joves estudiants d'art l'envolten, altres treballen als seus quadres, seleccionen pintures i somien desperts per la finestra. "Abunden les claus didàctiques apropiades a este gènere, entre les quals s'inclouen la model femenina vestida i asseguda a la cantonada al fons a l'esquerra, còpies de tres pintures religioses identificables de Pujol, que es va especialitzar en este gènere, i un prestatge de motlles de guix amb un tors nu masculí girat decorosament, si bé juganer, cap a la paret."
El 1836 va pintar una altra vista de l'Estudi d'Abel de Pujol. Ací la cara de Pujol està oculta per un gran llenç mentre pinta una model semidespullada, allunyada del públic i de la pròpia artista. Aquest gest de modèstia, així com l'escultura masculina despullada al fons, el braç del qual enfosqueix els seus genitals, són exemples de les limitacions imposades a les dones artistes a causa dels costums socials i els condicionaments morals del segle xix.
Relacionada amb l'estil trobador, Grandpierre-Deverzy és coneguda per les seues pintures narratives que representen temes extrets de la història i la literatura europea moderna. També va pintar interiors i temes literaris, incloent un quadre basat en Quentin Durward de Walter Scott. Una altra escena històrica i literària és l'obra Cristina de Suècia ordena matar a Giovanni Monaldeschi, exposada al Palau de Fontainebleau, i una escena de la novel·la del segle XVIII Les aventures de Gil Blas de Santillana.
El seu treball es va exhibir amb freqüència als salons de París entre 1822 i 1855 i va incloure temes històrics, retrats i pintures de gènere. Va rebre una medalla de plata de la Societé des amis des arts de Cambrai el 1828.

## Posteritat
El seu nom apareix al Diccionari Universal de Pierre Larousse el 1875.
La seua obra va ser redescoberta a partir de l'any 1976 amb motiu de l'exposició universal Women Artists: 1550–1950, que es va celebrar als Estats Units i va presentar els treballs de 83 artistes europees i americanes durant quatre segles.
La seua obra Retrat de dona amb vestit blanc va ser subhastada el 2018.

## Galeria

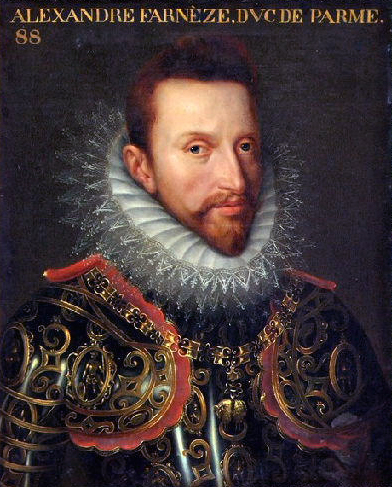
Alexandre Farnèse, duc de Parma (Alejandro Farnesio, Duc de Parma) per Adrienne Marie Louise Grandpierre-Deverzy
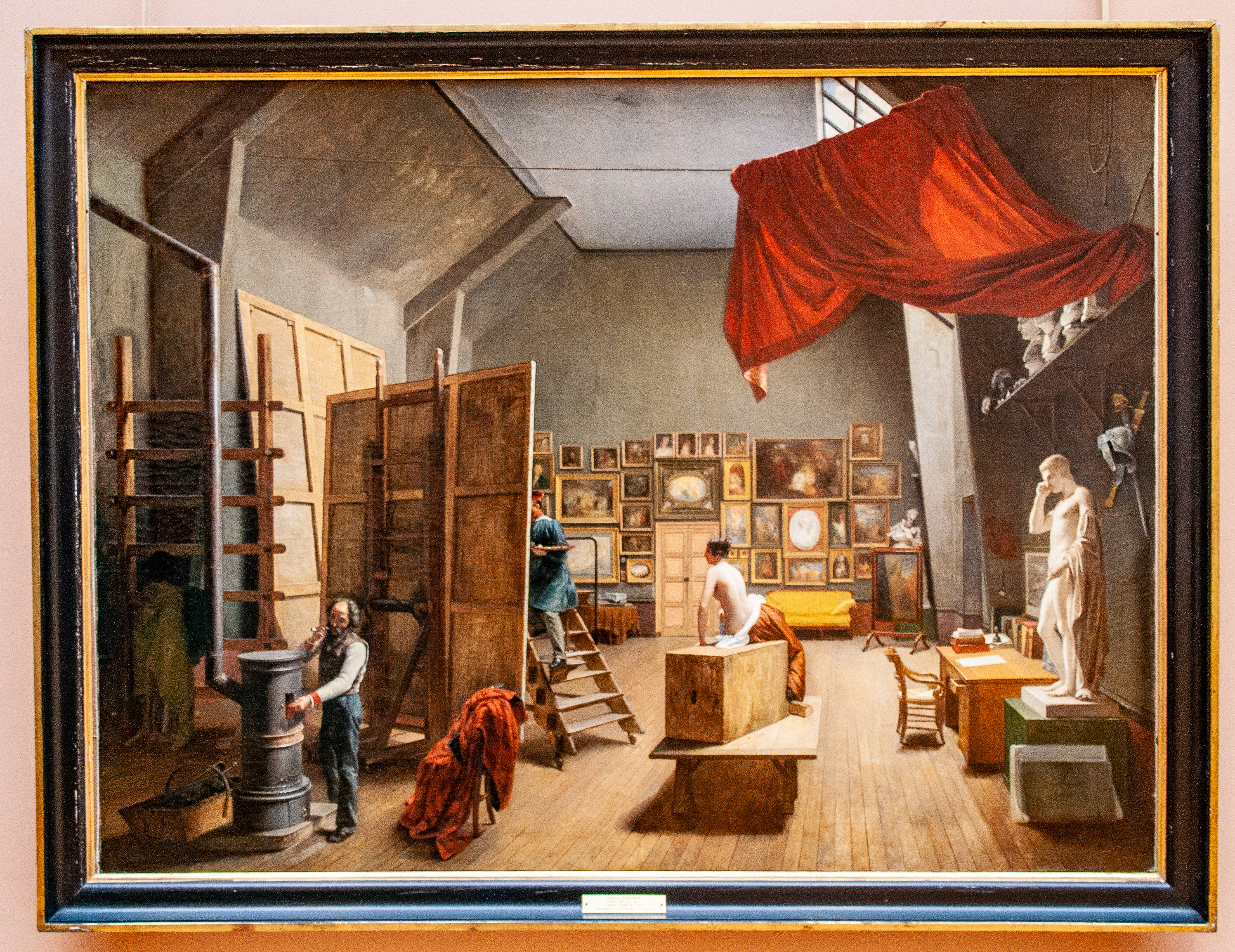
Estudi del pintor Abel de Pujol per Adrienne Marie Louise Grandpierre-Deverzy